# Maria Ciobanu
Maria Ciobanu (n. 3 septembrie 1937, Roșiile, județul Vâlcea,) este o interpretă de folclor românesc. Repertoriul său cuprinde peste 600 de piese înregistrate pe discuri, la Radio și TV: „Lie, ciocârlie”, „Aurelu’ mamei...”, „Vântul de vară mă bate”, „Lângă poartă am un tei”, „Cei mai frumoși ani ai mei”, „Ce n-aș da să mai fiu mică”, „Roată, roată...” ș.a.m.d.  A fost căsătorită cu Ion Dolănescu. A absolvit cele 7 clase elementare în comuna natală și a fost descoperită  de cei care hotărau atunci destinul unor tinere talente în munca lor de valorificare a cântecului popular. A urmat studiile liceale la București, apoi Școala Populară de Artă din București.

## Studii
- Școala de Artă Populară din București (1965)[4]

## Activitate profesională
- [5]Debut pe Scena Ateneului Român alături de Orchestra „Barbu Lăutaru” a Filarmonicii „George Enescu” (1961)
- Solistă la Ansamblul „Ciocârlia” (1962-2004)
- În 1962 are loc prima filmare realizată de Televiziunea Română din concert.
- Prima înregistrare în Societatea Română de Radiodifuziune a fost în 1964 cu orchestra Ansamblului Ciocârlia.[6]
- Înregistrează primul disc de vinil la Electrecord în 1966 cu orchestra Victor Predescu.[6]
- În 1969 înregistrează primul disc de vinil cu Ion Dolănescu.[6]
- Arhicunoscutul Lie ciocârlie l-a înregistrat în 1973, la Societatea Română de Radiodifuziune, iar apoi la Electrecord în 1974.
- Prima casetă Electrecord a fost lansată în 1975. [7]
- În 1982 Înregistrează un disc în Iugoslavia.[8]
- În 1982 înregistrează un disc alături de fiica sa, Liliana Ciobanu, la firma de înregistrări Electrecord.
- În 1988 participă în Primul Concert Tezaur Folcloric realizat de Mărioara Murărescu.
- Până în 1995 artista a înregistrat 24 de discuri de vinil la firma de înregistrări Electrecord.
- Colaborează cu toate marile orchestre de muzică populară din țară, cântând sub bagheta unor dirijori maeștri: Ionel Budișteanu, Paraschiv Oprea, Gheorghe Zamfir, Victor Predescu ș.a.
- A concertat în toată lumea, cunoscând personalități marcante ale lumii muzicale: Placido Domingo, Jose Careras, Luciano Pavarotti, Viorica Cortez, Roberto Alagna ș.a.

## Premii și distincții
- Distinsă de 2 ori cu „Discul de Aur";
- Președintele României Ion Iliescu i-a conferit artistei Maria Ciobanu, la 29 noiembrie 2002, Crucea națională Serviciul Credincios clasa a III-a, „pentru crearea și transmiterea cu talent și dăruire a unor opere literare semnificative pentru civilizația românească și universală”.[9] Tot el i-a conferit, la 7 februarie 2004, și Ordinul Meritul Cultural în grad de Mare Ofițer, Categoria D - „Arta Spectacolului", „în semn de apreciere a întregii activități și pentru dăruirea și talentul interpretativ pus în slujba artei scenice și a spectacolului”;[10]
- Ordinul Meritul Cultural, în grad de mare ofițer (2004).

În data de 23 octombrie 2014, într-o ceremonie care a avut loc la Castelul Peleș din Sinaia, a primit din partea Casei Regale a României decorația Ordinul Coroana României în grad de Cavaler, cu ocazia celei de-a 93-a aniversări a Regelui Mihai I al României, decorație înmânată de Principesa Moștenitoare Margareta a României. După eveniment a urmat un dineu în Sufrageria de Stat a Castelului Peleș. Printre personalitățile care au mai fost decorate s-au aflat Draga Olteanu-Matei și Stelian Tănase, președintele-director general al Televiziunii Române, care au primit Ordinul Coroana României în grad de Ofițer, și interpreta de muzică populară Sofia Vicoveanca.